# Centro Cultural y Deportivo Cerceda
Centro Cultural e Deportivo Cerceda es un equipo de fútbol español del municipio gallego de Cerceda, en la provincia de La Coruña. Fundado en 1968, el equipo no compite actualmente, tras renunciar a inscribirse en Preferente Galicia al término de la campaña 2017-18. Su campo, O Lau, tiene una capacidad de 850 localidades.

## Historia
El Centro Cultural y Deportivo Cerceda fue fundado por Primo Iglesias Suárez, un destacado hostelero del pueblo, un 12 de agosto de 1968. Después de que unos cuantos jóvenes del pueblo y de parroquias de la bisbarra empezaran a jugar amistosos se tomó la decisión de formalizar la situación con una junta directiva y federando el equipo. En sus inicios juega en el Campo de la Feria y después el de A Gándara, en un momento crítico en el que se quedó sin este último jugó de prestado dos temporadas en el Campo de Longo en Meirama, y ya finalmente en el Campo de O Roxo.
En la temporada 1968/69 disputa la primera liga federada Tercera Regional. En esta categoría compite hasta la temporada 1975/76, en la que logra el ascenso. En la Segunda Regional empieza en la temporada 1976/77 y permanece hasta la temporada 1989/90, consiguiendo el primer título de su historia, con el consiguiente ascenso. Así mismo en esa temporada fue subcampeón del Trofeo Teresa Herrera para clubes modestos. A partir de aquí el club sufre un cambio en ambición y financiación. En Primera Regional está una temporada y asciende a Regional Preferente, en la que logra el ascenso en la temporada 1994/95. Desde la campaña 1994/95 disputó 23 años sin interrupción en Tercera División, disputando varias promociones de ascenso a Segunda División B.
Al finalizar la temporada 2016-17 de Segunda B el CD Boiro fue descendido administrativamente a Tercera por motivos económicos. El CCD Cerceda pagó 133 000 euros para comprar la plaza vacante en Segunda B y para ello firmó un acuerdo de colaboración con el CD Lugo por el que este club aportaba el dinero necesario para la operación. Sin embargo, el Cerceda no pudo hacer frente a la elevada deuda que dicho préstamo suponía y, diez meses después, vio como todas sus fuentes de ingresos eran embargadas para poder devolver el préstamo. Tras finalizar la temporada en última posición, descendido a Preferente por impagos y con una situación económica desastrosa, el equipo anunció que renunciaba a participar en la siguiente campaña, llevando virtualmente a la desaparición del club.

## Equipación
En cuanto a los colores de la equipación de salida semejaron a los del Athletic Club por los aficionados que tenía el laureado club vasco por aquel entonces en la zona y por todo el territorio nacional. Es decir camiseta roja y blanca y pantalón negro aunque más tarde pasó a ser azul.

## Datos del club
- Temporadas en Primera División: 0
- Temporadas en Segunda División: 0
- Temporadas en Segunda División B: 1
- Temporadas en Tercera División: 23
- Mejor puesto en la liga: 20º (Segunda División B, temporada 2017/18)
- Participaciones en la Copa del Rey: 4
- Mejor puesto en la Copa del Rey: 2ª ronda (2010/11 y 2011/12)

| Temporada | Nivel | Categoría     | Puesto |
| --------- | ----- | ------------- | ------ |
| 1971/72   | 6     | 2ª Comarcal   | ?      |
| 1972/73   | 6     | 2ª Comarcal   | ?      |
| 1973/74   | 6     | 2ª Comarcal   | ?      |
| 1974/75   | 6     | 2ª Comarcal   | 3º     |
| 1975/76   | 6     | 2ª Comarcal   | 3º     |
| 1976/77   | 5     | 1ª Comarcal   | 4º     |
| 1977/78   | 6     | 1ª Comarcal   | 4º     |
| 1978/79   | 7     | 2ª Autonómica | 3º     |
| 1979/80   | 7     | 2ª Autonómica | 8º     |
| 1980/81   | 7     | 2ª Autonómica | 7º     |
| 1981/82   | 7     | 2ª Autonómica | 5º     |
| 1982/83   | 7     | 2ª Autonómica | 5º     |
| 1983/84   | 7     | 2ª Autonómica | ?      |
| 1984/85   | 7     | 2ª Autonómica | ?      |
| 1985/86   | 7     | 2ª Autonómica | ?      |
| 1986/87   | 7     | 2ª Autonómica | 8º     |
| 1987/88   | 7     | 2ª Autonómica | 8º     |
| 1988/89   | 7     | 2ª Autonómica | 12º    |
| 1989/90   | 7     | 2ª Autonómica | 1º     |
| 1990/91   | 6     | 1ª Autonómica | 2º     |
| 1991/92   | 5     | Preferente    | 15º    |
| 1992/93   | 5     | Preferente    | 5º     |
| 1993/94   | 5     | Preferente    | 1º     |
| 1994/95   | 4     | 3.ª           | 5º     |

| Temporada | Nivel | Categoría | Puesto | Copa del Rey |
| --------- | ----- | --------- | ------ | ------------ |
| 1995/96   | 4     | 3.ª       | 1º     |              |
| 1996/97   | 4     | 3.ª       | 6º     |              |
| 1997/98   | 4     | 3.ª       | 12º    |              |
| 1998/99   | 4     | 3.ª       | 3º     |              |
| 1999/00   | 4     | 3.ª       | 8º     |              |
| 2000/01   | 4     | 3.ª       | 17º    |              |
| 2001/02   | 4     | 3.ª       | 10º    |              |
| 2002/03   | 4     | 3.ª       | 1º     |              |
| 2003/04   | 4     | 3.ª       | 1º     | 1ª ronda     |
| 2004/05   | 4     | 3.ª       | 6º     | 1/64         |
| 2005/06   | 4     | 3.ª       | 6º     |              |
| 2006/07   | 4     | 3.ª       | 6º     |              |
| 2007/08   | 4     | 3.ª       | 5º     |              |
| 2008/09   | 4     | 3.ª       | 4º     |              |
| 2009/10   | 4     | 3.ª       | 2º     |              |
| 2010/11   | 4     | 3.ª       | 1º     | 2ª ronda     |
| 2011/12   | 4     | 3.ª       | 3º     | 2ª ronda     |
| 2012/13   | 4     | 3.ª       | 11º    |              |
| 2013/14   | 4     | 3.ª       | 2º     |              |
| 2014/15   | 4     | 3.ª       | 3º     |              |
| 2015/16   | 4     | 3.ª       | 2º     |              |
| 2016/17   | 4     | 3.ª       | 3º     |              |
| 2017/18   | 3     | 2ªB       | 20º    |              |

## Militantes
A nivel individual militaron en este club futbolistas y entrenadores que llegaron procedentes de otros clubes provincias, autonomías, países y como no de la cantera local, futbolistas que marcaron época, que jugaron en todas las divisiones o categorías nacionales, no solo eso, sino que dieron el salto algunos a 2ªB, 2ª o mismo a 1ª división, en el caso del cercedense Rabadeira, que llegó a jugar en el Real Club Deportivo de La Coruña convirtiéndose en el mejor jugador del CCD Cerceda.
A lo largo de más de 40 años de historia muchos fueron los presidentes, directivos, socios, aficionados, simpatizantes, patrocinadores, colaboradores, entrenadores y jugadores a los que cada semana la afición les agradece su aportación individual o colectiva en el Estadio de O Roxo.

## Palmarés
- Tercera División (4): 1995–96, 2002–03, 2003–04, 2010–11.
- Subcampeón de Tercera División (3): 2009-10, 2013-14, 2015-16.
- Fase Autonómica de la Copa RFEF (2): 1996–97, 2009–10
- Preferente Autonómica de Galicia (1): 1993-94
- Segunda Autonómica de Galicia (1): 1989-90
- Copa de La Coruña (1)
- Copa Diputación de La Coruña (3): 2004, 2008, 2009
- Copa Galiza (1): 2009

### Trofeos amistosos
- Trofeo Teresa Herrera (1): para clubes modestos
- Trofeo San Roque (Betanzos) (1): 2015